# 스마우라코엔역
스마우라코엔역(일본어: 須磨浦公園駅, すまうらこうえんえき)은 일본 효고현 고베시 스마구 이치노타니초 5초메에 있는 산요 전기철도 본선과 스마우라 로프웨이의 역이다. 역 번호는 SY 07이다.
한신 전철 오사카 방면에서의 특급 종착역이다. 과거에는 한큐 전철 고베 선의 열차(주로 특급)도 본 역까지 운행되었다.

## 역사
- 1947년 10월 1일: 아쓰모리시즈카 역 대신 임시역으로 영업 개시.
- 1948년 9월 30일: 통상 역으로 승격.
- 1957년 9월 18일: 300m 동쪽으로 현재 위치에 이축됨과 동시에 스마우라 케이블카 개통, 접속역이 됨.
- 1968년
  - 2월: 역 서쪽에 회차선 설치.
  - 4월 7일: 고베 고속 철도의 개통으로 한신・한큐의 노선 연장 열차의 종단역이 됨.
- 1995년
  - 1월 17일: 한신・아와지 대지진으로 산요 전철 본선이 불통이 되어, 본 역도 한때 영업 중지.
  - 4월 19일: 산요스마 ~ 당역 간 운행에 따라 영업 재개.
  - 6월 16일: 당역 ~ 다키노차야 간 운행 재개.
- 1998년 2월 14일: 한큐 고베 선의 열차 출입 중단.

## 역 구조
상대식 승강장 2면 2선의 지상역이다. 역사는 히메지 방면 승강장 측에 있으며 반대쪽의 고베 방면 승강장은 지하도로 연결된다. 기본적으로 창구는 무인화되어 있는데, 상춘 때나 이벤트 등의 시기에는 임시로 배치되기도 한다. 산요시오야 역 방향에 인상선이 있고 본 역에서 회차되는 한신 특급과 고베 방면으로부터의 산요 보통(몇 편성만)이 사용된다. 역 구내(개찰 외)에 매점이 있으며 음료나 과자, 관련 상품 등을 판매하고 인근에 편의점 등은 없고 스마우라야마카미 유원지 내 주식의 판매뿐이다. 또한, 산요 전철 역과 스마우라 케이블카 역은 서로 인접하고 있다.
히메지 방향에는 인상선의 분기가 되지만 본선 측이 분기 측으로 되어 있는 관계로 통과 열차는 70km/h의 속도 제한이 걸린다. 당역 ~ 산요시오야 역 구간은 해안선 강변을 달리는 관계로 이 구간은 커브가 많다

### 승강장
| 역사측 | ■ 본선(하행) | 아카시・히메지・아보시 방면 |  |
| 반대측 | ■ 본선(상행) | 고베산노미야・오사카 방면   |  |

## 역 주변
역 북쪽의 하치부세 산(해발 248m)을 향해서 스마우라 케이블카가 운행되고 있다.
본 역과 같은 스마 구 내에 있는 유사한 명칭의 역으로, 서일본여객철도(JR 서일본) 산요 본선의 스마카이힌코엔역이 본 역에서 동쪽으로 3km가량 떨어진 위치에 있다.
- 스마우라야마카미 유원지
- 스마우라 공원
- 스마우라 병원
- 양로원 스마우라노사토
- 고베 시립 스마 바다 낚시 공원
- 미도리의 탑
- 롯코 산 종주로 기점
  - 하치부세 산
  - 스마 알프스
- 고등어 대사(지진 이후 스마데라로)
- 아쓰모리시즈카
- 안토쿠 천황 안감 자국 전설지
- 이치노타니초 전장

## 사진

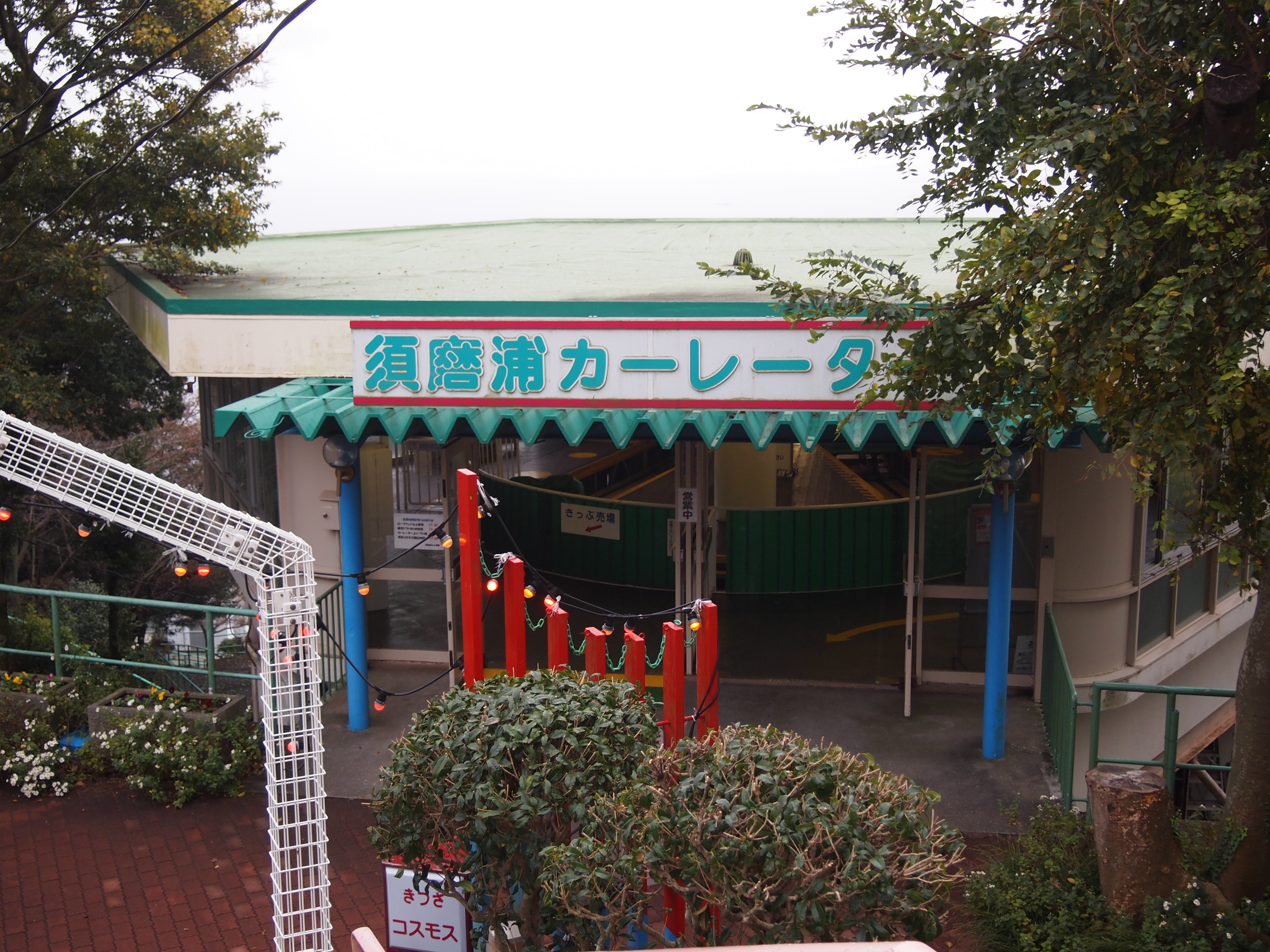
케이블카 승차장 입구
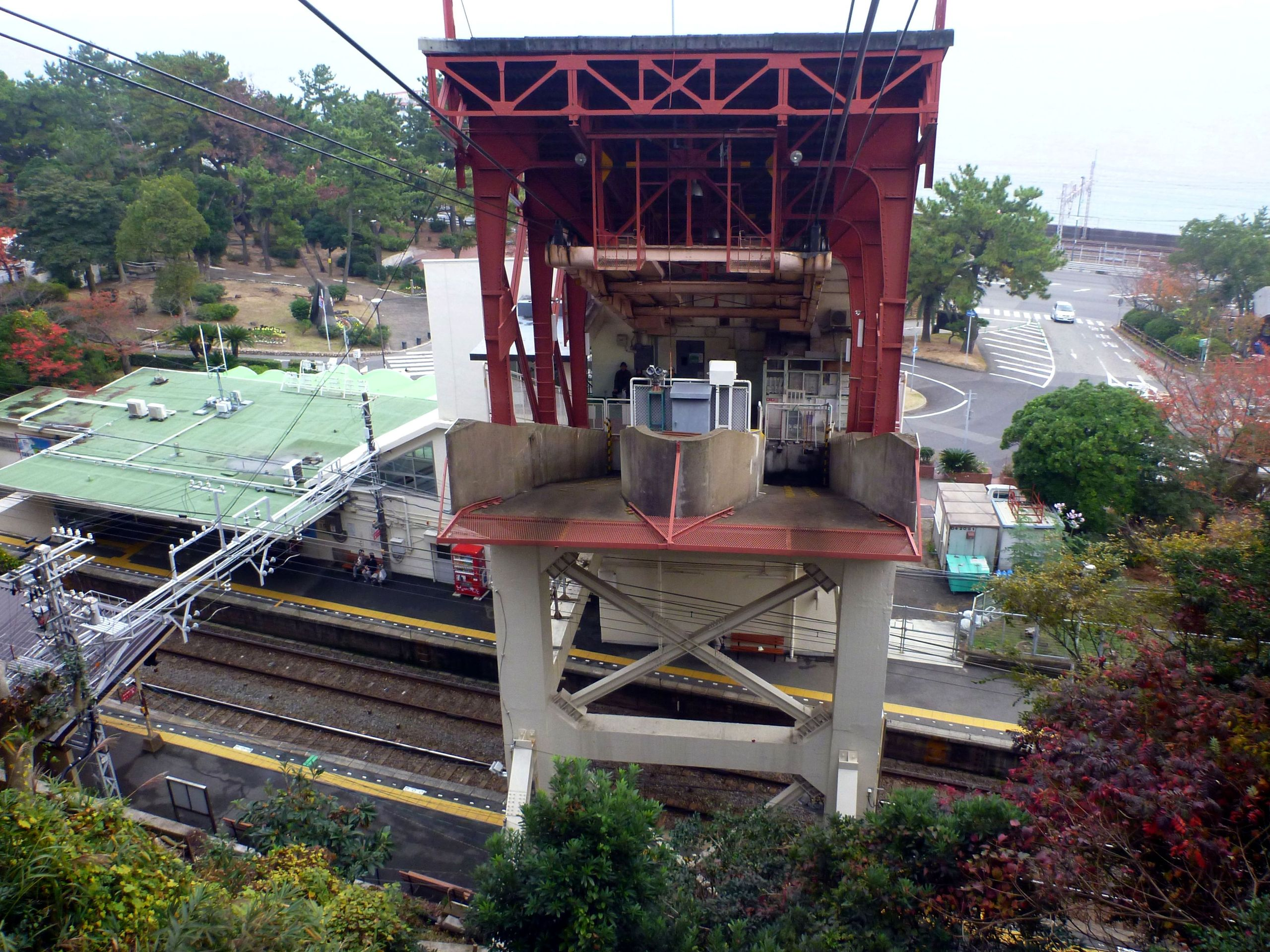
스마우라 케이블카

## 인접역
| 산요 전기철도 ■ 본선                 | 산요 전기철도 ■ 본선 | 산요 전기철도 ■ 본선             |
| ------------------------------------ | -------------------- | -------------------------------- |
| SY 06 산요스마 우메다・니시다이 방면 | ■ 특급               | 시·종착역                        |
| SY 06 산요스마 우메다・니시다이 방면 | ■ 보통               | 산요시오야 SY 08 산요히메지 방면 |